# بروتوكول إدارة الشبكة البسيط
بروتوكول إدارة الشبكة البسيط (بالإنجليزية: Simple Network Management Protocol SNMP اختصاراً SNMP) هو جزء من حزمة بروتوكولات الإنترنت بحسب تعريف IETF. وبشكل أكثر تفصيلاً، هو أحد مواثيق (بروتوكولات) الطبقة السابعة، أو طبقة التطبيقات المستخدمة من نظام إدارة الشبكات لمراقبة الأجهزة الموصولة بالشبكة للظروف التي تحتاج إلى انتباه من مدير النظام.